# Fred Kattermann
Fred Kattermann (1932) es un botánico estadounidense, de origen germano, que reside en Nueva Jersey, EE. UU..
Ha llevado a cabo extensos estudios de campo de varios géneros de cactus, incluyendo a Copiapoa y a Eriosyce. Sus estudios de campo sobre Eriosyce resultaron en una monografía publicada en 1994; logrando cambiar la descripción del género, y sus miembros, de una manera integral, y varios géneros se fusionaron, y muchas especies desaparecieron taxonómicamente.

## Algunas publicaciones

### Libros
- fred Kattermann, david Hunt, nigel p. Taylor 1994. Eriosyce (Cactaceae): the genus revised and amplified. Succulent Plant Res. 1 (inglés). 176 pp. ISBN 0-9517234-2-1

## Eponimia
- (Cactaceae) Pyrrhocactus kattermannii R.Kiesling[1]